# Elektrischer Insektenvernichter

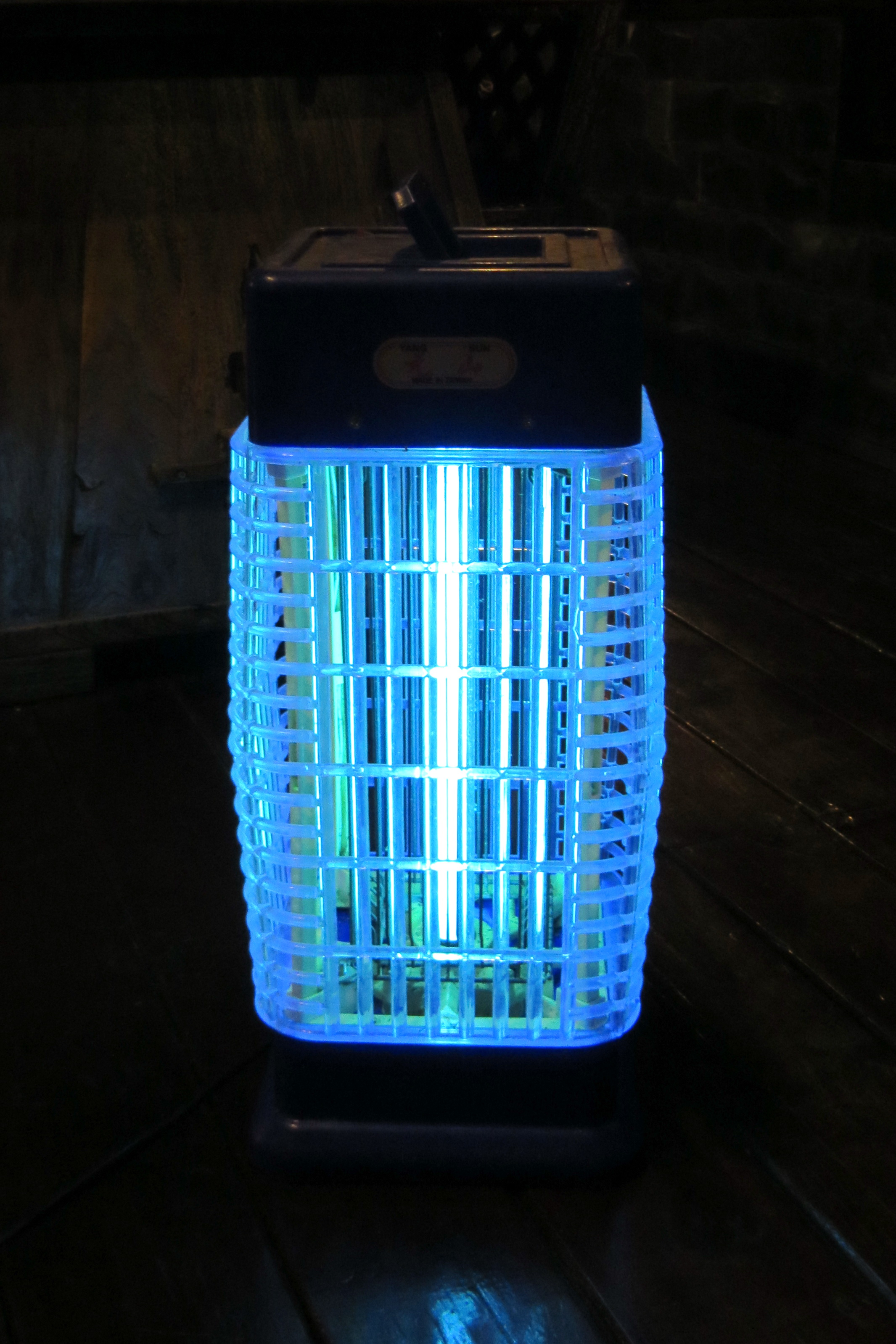
Ein elektrischer Insektenvernichter

Ein elektrischer Insektenvernichter ist ein Gerät, das Fluginsekten mittels einer Lichtquelle anlocken und mittels eines unter Spannung stehenden Metallnetzes töten soll.

## Geschichte

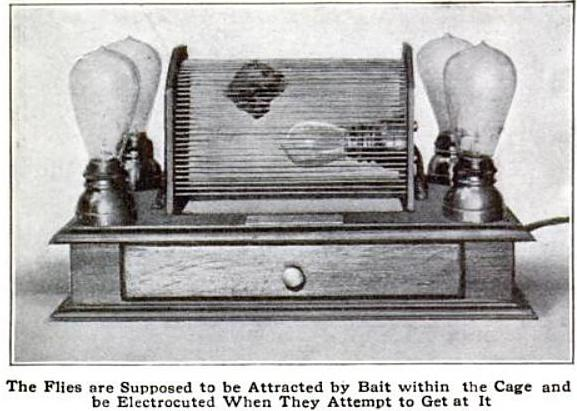
Ein Prototyp eines elektrischen Insektenvernichters, um 1911

Im Oktober 1911 wurde im Magazin Popular Mechanics ein Prototyp eines elektrischen Insektenvernichters vorgestellt.
Ein frühes Patent für einen elektrische Insektenvernichter stammt aus dem Jahre 1928.

## Aufbau
Moderne elektrische Insektenvernichter sind in der Regel in einem schützenden Käfig aus Kunststoff oder in einem geerdeten Metallkäfig verbaut, um zu verhindern, dass Benutzer in Kontakt mit dem unter Spannung stehenden Metallnetz kommen. Die deutschen Vorschriften für Elektrogeräte schreiben einen sicheren Berührungsschutz vor, der diesen Käfig notwendig macht, allerdings auch das Eindringen sehr großer Insekten verhindert.
Im Inneren befindet sich als Lichtquelle häufig eine spezielle Leuchtstoffröhre, die einen hohen Anteil an UV-Licht abstrahlt, das für Fluginsekten sichtbar ist und sie anziehen soll.
Die Lampe ist umgeben von einem metallischen Drahtnetz. In diesem sind die jeweils benachbarten Drähte voneinander elektrisch isoliert und an eine Spannung von ca. 1000 V angeschlossen. Kommt ein Insekt an dieses Gitter, so berührt es mit seinem Körper die beiden Drähte des Gitters und schließt so kurzzeitig den Stromkreis. Der dadurch durch den Körper fließende Strom tötet das Insekt. Viele elektrische Insektenvernichter besitzen am unteren Ende eine flache Schale, in der sich die getöteten Insekten sammeln und sich so leicht entfernen lassen.

## Varianten
Eine Variante des elektrischen Insektenvernichters ist die elektrische Fliegenklatsche. Es ist ein tennisschlägerartig geformtes Gerät, das die Insekten auch mit einem Stromschlag tötet, aber nicht anlockt.

## Alternative Methoden
Es gibt viele Alternativen für die Vernichtung oder Vertreibung von lästigen Insekten. Eine Möglichkeit ist die Verwendung von Repellents, wie z. B. Icaridin oder Diethyltoluamid (DEET), um Insekten zu vertreiben.

## Kritik

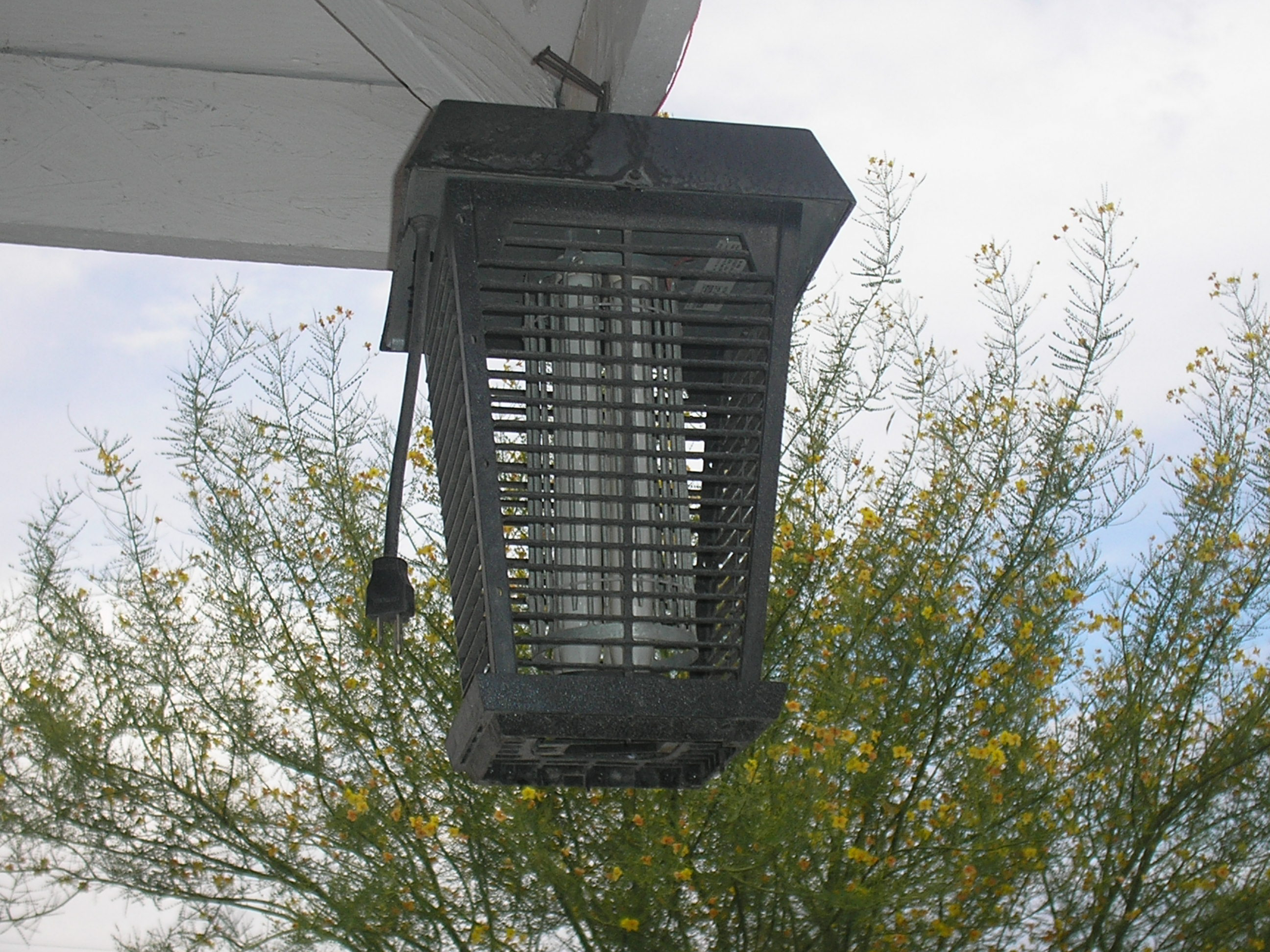
Ein moderner elektrischer Insektenvernichter. Im Freien ist der Gebrauch eines solchen Geräts in Deutschland verboten.

Verwendet man das Gerät im Außenbereich, so ist die Anzahl der Stechmücken, die von der Falle getötet werden, im Vergleich zu anderen Fluginsekten, die eigentlich gar nicht Ziel des Gerätes sind, sehr niedrig. Stechmücken werden nämlich nicht nur durch Licht angelockt, sondern vor allem durch das Kohlendioxid und den Wasserdampf in der Atemluft von Säugetieren. Das Licht zieht viele Insekten an, die sonst nicht anwesend wären. Diese können ökologisch wertvoll sein, z. B. als Bestäuber von Pflanzen. In Deutschland ist der Gebrauch solcher elektrischer Insektenvernichter im Freien deshalb nach § 44 Bundesnaturschutzgesetz in Verbindung mit § 4 Bundesartenschutzverordnung verboten.
Die elektrische Spannung, welche die Tiere töten soll, funktioniert oft nur bei kleineren Insekten. Bei größeren hingegen werden oft nur die Flügel abgebrannt, was für sie einen langen Todeskampf bedeuten kann.
Der Naturschutzbund Deutschland (NABU) startete 2012 eine Protest-E-Mail-Aktion mit 1330 Teilnehmern gegen elektrische Insektenvernichterlampen. Etwas mehr als die Hälfte der angeschriebenen Unternehmen haben daraufhin Geräte für den Außengebrauch aus ihrem Angebot genommen oder versichert, anhand ergänzender Produktbeschreibungen auf das Anwendungsverbot im Außenbereich hinzuweisen.